# Shōichi Toganoo
Shōichi Toganoo (jap. 栂野尾 昌一, Toganoo Shōichi; * 1947 in der Präfektur Toyama) ist ein ehemaliger japanischer Badmintonspieler. 

## Karriere
Shōichi Toganoo erkämpfte sich 1970 Silber bei den Asienspielen im Herrendoppel mit Junji Honma. Im gleichen Jahr gewann er seinen ersten Titel bei den nationalen japanischen Meisterschaften. 1974 siegte er bei den Canadian Open und wurde Dritter bei den All England. 1981 gewann er seinen letzten japanischen Meistertitel mit Ehefrau Etsuko Toganoo.
In den 1980er Jahren übernahm er als Trainer die Badmintondamenmannschaft von Yonex, bei den Olympischen Sommerspielen 1996 in Atlanta trainierte er die japanische Nationalmannschaft.

## Sportliche Erfolge
| Saison | Veranstaltung                | Disziplin    | Platz | Name                              |
| ------ | ---------------------------- | ------------ | ----- | --------------------------------- |
| 1970   | Asienspiele                  | Herrendoppel | 2     | Junji Honma / Shoichi Toganoo     |
| 1970   | Japan: Einzelmeisterschaften | Herrendoppel | 1     | Shōichi Toganoo / Eiichi Sakai    |
| 1971   | Japan: Einzelmeisterschaften | Herreneinzel | 1     | Shōichi Toganoo                   |
| 1973   | Japan: Einzelmeisterschaften | Mixed        | 1     | Shōichi Toganoo / Etsuko Takenaka |
| 1973   | Japan: Einzelmeisterschaften | Herrendoppel | 1     | Shōichi Toganoo / Nobutaka Ikeda  |
| 1974   | Canadian Open                | Herrendoppel | 1     | Shoichi Toganoo / Nobutaka Ikeda  |
| 1974   | Japan: Einzelmeisterschaften | Mixed        | 1     | Shōichi Toganoo / Etsuko Takenaka |
| 1974   | Japan: Einzelmeisterschaften | Herrendoppel | 1     | Shōichi Toganoo / Nobutaka Ikeda  |
| 1974   | All England                  | Herrendoppel | 3     | Shoichi Toganoo / Nobutaka Ikeda  |
| 1976   | Japan: Einzelmeisterschaften | Mixed        | 1     | Shōichi Toganoo / Etsuko Takenaka |
| 1976   | Japan: Einzelmeisterschaften | Herrendoppel | 1     | Shōichi Toganoo / Nobutaka Ikeda  |
| 1979   | Japan: Einzelmeisterschaften | Mixed        | 1     | Shōichi Toganoo / Etsuko Toganoo  |
| 1981   | Japan: Einzelmeisterschaften | Mixed        | 1     | Shōichi Toganoo / Etsuko Toganoo  |